# Dufala József
Dufala József (Rudabánya, 1933. október 9. –) magyar belsőépítész.

## Életpályája
Dufala József 1958-ban szerzett diplomát a Magyar Iparművészeti Főiskola belsőépítőművész tagozatán, mesterei: Kaesz Gyula, Hornicsek László. 1962-től a Magyar Építőművész Szövetség, majd a kamara tagja. 1987-ben megszerzi az építész vezetői tervezői jogosultságot. A nagyobb munkái között van 3 Ybl Miklós-díjas épület belső kialakítása is. Több kivitelezett munkája megyei és városi nívódíjat kapott. Országos tervpályázaton három alkalommal díjazták. 1987-ben az eddigi munkásságát bemutató kiállítás nyílt Budapesten. 1958-96 között Miskolcon az ÉSZAKTERV tervezője. 1964: a Budapesti Nemzetközi Vásáron szállodai bútorokért "Az év legszebb terméke"; 1970, 1976: a Miskolcterv nívódíja: Alabárdos étterem és söröző, Postaforgalmi épület

## Köztéri művei
- 1970 • Alabárdos Étterem
- 1972 • Megyei Könyvtár
- 1974 • Junó Szálló
- 1977-78 • Avasi Posta • Avasi Kávéház
- 1981 • Miskolci Egyetem nagy előadó és előcsarnok
- 1982-96 • miskolci üzletek, irodák.
- 1970 • Hotel Olefin
- 1978 • Házasságkötő Terem • Városháza tanácsterme.
- 1968-69 • Étterem • ABC • Posta • Gyógyszertár
- Budapesten, Egerben, Sárospatakon, Aggteleken valósultak meg munkái.